# 向汝霖
向汝霖（琉球語：／ ；？—1860年5月3日）和名恩河親方朝恆（琉球語：／ ），是琉球第二尚氏王朝末期的士族，任表十五人之一的御物奉行（國庫財政官）。
1858年（咸豐八年、安政五年），向汝霖奉島津齊彬的命令，從法國人手中購買軍艦和大炮。薩、琉方面共應支付代金18萬5千兩，其中第一年支付6萬兩，其餘分六年付完。不久島津齊彬病死。因毛恆德誣告，向汝霖於二月二十三日被免職；三月二十八日入獄，由尚健審判。尚健使用酷刑，逼迫向汝霖承認其私自挪用國庫款項、阻撓琉球與薩摩間的大米交易、縮小甘蔗種植面積、圖謀推翻尚泰王等罪行。向汝霖拒絕認罪，但在十三個月內審問十餘次後，向汝霖被迫承認了這些罪行。向汝霖被判處遠流久米島6年的刑罰，並貶為庶民，被禁止使用唐名，改稱罪人恩河。不久，於咸豐十年閏三月十三日（1860年5月3日），死在獄中。根據喜舍場朝賢《琉球三冤錄》的記載，向汝霖受到了酷刑，腳底被打裂開，最後悲慘死去。
著作有《向汝霖詩集》。